# Kötschach-Mauthen
Kötschach-Mauthen – uzdrowiskowa gmina targowa w Austrii, w kraju związkowym Karyntia, w powiecie Hermagor. Liczy 3430 mieszkańców (1 stycznia 2015).